# ぴゅあふる
ぴゅあふるは、日本の女性アイドル・ダンス&ボーカルグループである。所属事務所はアリスプロジェクト。
プロデューサーは犬のネジ。2010年12月11日デビュー。

## 概要
キャッチフレーズは『アイドル史上初！ライブでダイブするアイドル！』。心は“ぴゅあ”だけど、実際は“ぱわふる”なステージをこなし、ライブで客席にダイブするなど見た目とのギャップで勝負しているアイドルユニットである。
アリスキャッチーズとよばれるファン達が腕でやぐらを組んでダイブするメンバーを受け止めている。
ユニット名は、“ぴゅあ”と“ぱわふる”をあわせた造語。デビュー曲「シンデレラ」の歌詞に出てくる「ぴゅあな心とぱわふるなアクションで…」がまさにぴゅあふるのイメージを表している。
仮面女子のメンバーによる派生ユニットという位置づけで活動している。

## メンバー
| 名前     | よみ          | 生年月日              | 出身地 | 愛称   | イメージカラー | 備考（他所属ユニット等） |
| -------- | ------------- | --------------------- | ------ | ------ | -------------- | ------------------------ |
| 小島夕佳 | こじま ゆうか | 1996年3月20日（29歳） | 新潟県 | たそ   | オレンジ       | スチームガールズ         |
| 涼邑芹   | すずむら せり | 1998年8月5日（26歳）  | 千葉県 | ちぇり | 青             | アリス十番、kiraboshi    |

## 元メンバー
| 名前        | よみ              | 生年月日       | 出身地   | 備考                                               |
| ----------- | ----------------- | -------------- | -------- | -------------------------------------------------- |
| 赤星 ぽち仔 | あかぼし ぽちこ   | 1987年12月24日 | 東京都   | 2011年2月4日卒業。                                 |
| 斎藤 萌     | さいとう めい     | 1991年5月5日   | 兵庫県   | 2011年2月15日脱退。                                |
| 小板橋 優姫 | こいたばし ゆうき | 1990年6月6日   | 茨城県   | 2011年10月30日卒業。                               |
| 綾川 小麦   | あやかわ こむぎ   | 1991年8月14日  | 静岡県   | 2012年4月13日卒業。                                |
| 塩谷 彩香   | しおたに さやか   | 1992年9月24日  | 千葉県   | 2013年7月11日脱退。                                |
| 月村 麗華   | つきむら れいか   | 1986年8月21日  | 神奈川県 | 2013年7月28日卒業。 元仮面女子・アリス十番。       |
| 日向 夕奈   | ひむかい ゆうな   | 1992年5月7日   | 宮城県   | 2013年9月5日卒業。                                 |
| 藤崎 麻美   | ふじさき あさみ   | 1989年11月9日  | 東京都   | 2014年6月1日卒業。 元仮面女子・アリス十番。        |
| 小柳 朋恵   | こやなぎ ともえ   | 1996年4月26日  | 長崎県   | 2015年2月23日卒業。 元仮面女子・スチームガールズ。 |
| 天木 じゅん | あまき じゅん     | 1995年10月16日 | 兵庫県   | 2015年3月11日卒業。 元仮面女子・アーマーガールズ。 |
| 森 カノン   | もり かのん       | 1990年2月11日  | 北海道   | 2018年7月7日卒業。 元仮面女子・アリス十番。        |
| 坂本 舞菜   | さかもと まな     | 1996年10月13日 | 神奈川県 | 2018年12月2日卒業。 元仮面女子・アリス十番。       |
| 水沢 まい   | みずさわ まい     | 1991年5月2日   | 大阪府   | 2018年12月29日卒業。 元仮面女子・アリス十番。      |
| 桜 のどか   | さくら のどか     | 1990年8月12日  | 京都府   | 2018年12月30日卒業。 元仮面女子・アリス十番。      |
| 木下友里    | きのした ゆうり   | 2002年3月3日   | 東京都   |                                                    |
| 宮瀬みあ    | みやせ みあ       | 2000年7月23日  | 神奈川県 |                                                    |

## 略歴
2010年
- 10月4日、藤崎麻美・綾川小麦・桜のどか・月村麗華・赤星ぽち仔・斎藤萌の6人でぴゅあふるを結成。
- 12月11日、両国SUNRIZEにてデビュー。
- 12月25日、アルバム「ALICE-1」が発売。

2011年
- 2月4日、赤星ぽち仔がぴゅあふるから卒業した。
- 2月11日、小板橋優姫が加入した。
- 2月15日、この日、斎藤がぴゅあふる脱退を発表した。
- 2月24日、探偵ファイルの取材を受けた[1]。
- 3月21日、バンタンからぴゅあふるが特集されたフリーペーパーが発行された。
- 4月12日、ぴゅあふるがテレビ東京系列『女子☆ブロ』に出演。
- 4月24日、TOKYO FMホールにて昼夜2公演ライブ。
- 4月30日、「夏だね☆」が発売された。
- 5月22日、東京ビッグサイトで開催されたガールズフリーマーケットギャルマに出展。テレビ東京系列『女子☆ブロ』に収録と取材を受けた。
- 5月31日、ガールズフリーマーケットギャルマの模様がテレビ東京系列『女子☆ブロ』で放映された。
- 6月1日、テレビ東京系列「月刊MelodiX!」の1コーナー、「アイドル下克上」への参加をかけてぴゅあふるがエントリーされ投票が開始された。
- 6月8日、ぴゅあふるがテレビ東京系列月刊MelodiX!の1コーナー、「アイドル下克上」への参加をかけてエントリーされていたが、predia、Feamらを大差で破りトップ当選で出演が決定した。
- 6月12日、この日、テレビ東京系列「月刊MelodiX!」の収録中に綾川と藤崎が事故により綾川が腰などを骨折し全治1ヶ月、藤崎も左足首を捻挫した全治10日、[2]。
- 7月9日、8月2日と8月3日の2日間にアリスタレントと行く下呂温泉バスツアーが開催されると発表された。
- 7月14日、「夏だね☆」のプロモーションビデオとリニューアル版CDジャケットをお台場で撮影した。下北FMにて公開生放送した。
- 7月24日、「夏だね☆」ジャケットリニューアル版が発売。ぴゅあふる・Prism・チェリーブロッサム・麻友美・森カノン・藍川千佳・による総勢18名が合体した、大型ユニットアリス十番を結成したと発表された。
- 7月30日、TOKYO FM ホールにて昼夜2公演ライブ。
- 8月2日、下呂温泉バスツアー1日目。バス車内でアリスタレントお手製のおにぎり弁当が参加者全員に配られた[3]。下呂市に着いたらアリスタレント全員が下呂市役所へ訪問し下呂市長と面会した[4]。下呂市内の白鷺橋にて野外ライブが開催された[5]。ライブ終了後に下呂温泉祭りの女神輿に参加した[6]。
- 8月3日、下呂温泉バスツアー2日目。下呂市内の湯のまち雨情公園にて撮影会が開催された[7]。
- 8月6日、特冊ShinsengumiDXにぴゅあふるが掲載された。
- 8月7日、トッピングガールズ2.0にファンによる投票により藤崎が加入することが決定した。藤崎・桜・月村・小板橋がアリス十番としてテレビ東京系列「月刊MelodiX!」に出演した。
- 8月31日、東京スポーツの13面にぴゅあふるの5人が掲載された[8]。
- 9月2日、事故で腰などを骨折していた綾川が復帰した[9]。
- 9月3日、森カノンが新加入した。
- 9月4日、藤崎と森は京セラドーム大阪にてオリックス・バファローズvs北海道日本ハムファイターズ戦の試合前に君が代を斉唱した。
- 10月6日、TopYellにぴゅあふるが掲載された。
- 10月17日、新宿BLAZEにてぴゅあふるメンバー全員、アリス十番として千葉テレビのGirls pop'n Partyに公開収録ライブに出演した。
- 10月22日、小板橋が11月3日アリスプロジェクトの主催ライブ をもってぴゅあふるから卒業すると発表した。
- 10月30日、トッピングガールズ2.0に桜が加入することが発表された。
- 10月31日、小板橋が自身のブログにて10月30日付けでぴゅあふるを脱退したことを発表した。[10]
- 11月20日、藤崎麻美自身が作詞した「summer days」をソロで披露した。
- 11月26日、Cool-upにぴゅあふるが掲載された。
- 11月30日、「Dive-E」のプロモーションビデオを鎌倉で撮影した。
- 12月6日、デックス東京ビーチODAIBA.TVにて「アリスプロジェクトのODAIBAジャック！」公開生放送をした。

2012年
- 1月10日、「Dive-E」がテレビ東京系列『女子☆ブロ』の1月中のエンディング曲に決まった。
- 1月28日、テレビ東京系列「月刊MelodiX!」に出演。
- 2月2日、TBS系列「キョクターン」にVTR出演した。
- 2月4日、秋葉原ソフマップ4号店にて綾川小麦DVD発売記念イベントにぴゅあふるメンバーが応援にかけつけた。
- 2月21日、デックス東京ビーチODAIBA.TVにて「アリスプロジェクトのODAIBAジャック！」公開生放送をした。
- 4月13日、綾川がぴゅあふる及びアリスプロジェクトを卒業したことが発表された。
- 5月7日、ぴゅあふる他の既存のユニットを「母体ユニット」であるアリス十番の派生ユニットと位置付けることが発表された。[11]
- 12月10日、アリスパークin芝浦studio Cube326がぴゅあふる結成2周年イブライブとして行われた。[12]

2013年
- 3月30日、Twitterにて、塩谷彩香(Prism)、小柳朋恵(スチームガールズ)、日向夕奈(OZ)のぴゅあふる加入が発表された。
- 4月7日、街角景気JAPN↑(森カノン、桜雪、黒木ひなこ、天木じゅん)がデビュー。なお、森カノンは、ぴゅあふる、アリス十番に続き、3つ目のユニット参加。
- 4月9日、森カノンがひき逃げに遭い、全治3週間の怪我。これにより4月20日に予定されていた新生ぴゅあふるのお披露目が延期[13][14]。
- 4月14日、桜のどかが別仕事、森カノンが怪我の為、藤崎麻美、月村麗華の2人でステージに立つ。
- 5月19日、塩谷彩香、小柳朋恵、日向夕奈が加入。
- 7月11日、塩谷彩香が事務所解雇により脱退。
- 7月28日、月村麗華が卒業。
- 9月5日、日向夕奈が事務所退所。

2014年
- 5月11日、純血にて、天木じゅん、星野愛実(共にアーマーガールズ)のぴゅあふる加入が発表された。
- 6月1日、藤崎麻美が卒業。
- 6月15日、諸事情により、天木じゅんのみステージデビュー。なお、星野愛実のデビュー日は未定。

2015年
- 2月23日、小柳朋恵が卒業。
- 3月11日、天木じゅんが卒業。
- 7月18日、坂本舞菜、水沢まい、小島夕佳が加入。

2018年
- 7月7日、森カノンが卒業。
- 8月13日、木下友里、涼邑芹が加入。
- 12月2日、坂本舞菜が卒業。
- 12月29日、水沢まいが卒業。
- 12月30日、桜のどかが卒業。

2019年
- 1月13日、桑名利瑠が加入。

## 楽曲
- シンデレラ
- FUTURY
- LOVE & JOY ※木村由姫のカバー
- TRAIN-TRAIN ※THE BLUE HEARTSのカバー
- 夏だね☆
- Dive-E
- OHHH☆YEAHHH!!!

### シングル
| ＃ | リリース日     | タイトル   | タイアップ・備考 |
| -- | -------------- | ---------- | --- |
| 1  | 2010年12月25日 | シンデレラ | アルバム「ALICE-1」に収録、その後「夏だね☆」にも収録・ジャケットリニューアル版2012年4月8日発売開始 |
| 2  | 2011年4月30日  | 夏だね☆    | ジャケットリニューアル版2011年7月24日発売開始 ジャケット再リニューアル版＆6人バージョン再録版2011年9月3日発売開始 ジャケット再々リニューアル版2011年9月17日発売開始 ジャケット再々々リニューアル版2012年1月29日発売開始 |
| 3  | 2011年10月30日 | Dive-E     | ジャケットリニューアル版2012年1月29日発売開始 |

## 事故
- 2011年6月12日、テレビ東京天王洲スタジオにてテレビ東京「月刊MelodiX!」のゲームコーナー「ぐるぐるチョコバット対決」を収録中、元メンバーの藤崎麻美と綾川小麦の2人がスタジオのセットとホリゾントの間の溝に落下し、綾川が腰と鼻を骨折し全治1か月、藤崎も左足首を捻挫した。藤崎は軽傷であったが綾川はリハビリ等を含め復帰までに2か月半を要した。ただし今までライブでのダイブでは1度も事故は無い。
- 2012年4月5日、葛西臨海公園にてBelive Nipponでアリス十番のステージ中、森がステージ上の段差で転倒し左足首を捻挫した。
- 2012年4月14日、渋谷club axxcisにてアリス十番のステージ中、桜がステージに置いてあった自分のタオルに足を滑らせて転倒し右足首を捻挫した。
- 2013年4月9日、森カノンがひき逃げにあい全治3週間の怪我によりライブパフォーマンスお休み（MCでは出演）。